# أورلال
أورلال بلدية بولاية بسكرة الجزائرية.